# Birgitta Ahlin
Birgitta Ahlin, född 1947, är en svensk glaskonstnär.
Birgitta Ahlin utbildade sig till keramiker vid Konstfack i Stockholm. Från 1979 har hon arbetat tillsammans med Sirkka Lehtonen. De har tillsammans utvecklat en teknik med laminerat planglas och experimenterat fram olika typer av dekorer som de använt i varierade sammanhang. Bland deras verk märks främst samarbeten med arkitekter för utsmyckningar, som del av byggnaden eller som inredningsdetaljer för skolor, banker, hotell och andra offentliga miljöer.